# Euprymna scolopes
Euprymna scolopes — вид головоногих молюсків родини Sepiolidae.

## Поширення
Вид поширений в узбережних водах Гавайських островів та острова Мідвей на глибині від 0 до 240 м.

## Опис
Дрібний кальмар, завдовжки до 3 см, вагою 3 г. Euprymna scolopes живе в симбіозі з біолюмінесцентними бактеріями Aliivibrio fischeri, що живуть в спеціальних органах в мантії молюска. Молоді тварини не мають симбіотичних бактерій. Бактерії попадають у тіло молюска з навколишнього середовища під час фільтрації води. Вся поверхня шкіри карликових кальмарів колонізована цим світящим органом. Таким чином, Euprymna scolopes випромінюють світло вночі і не розпізнаються як здобич у місячному світлі, створюючи протитінь. Натомість, бактерії отримують від калмара поживу у вигляді розчину цукрів та амінокислот.

## Спосіб життя
Активний вночі. Вдень молюск закопується у пісок, виставивши лише очі. Тварини виділяють клейкий секрет, який використовується для зв'язування частинок осаду з дорсальною (верхньою) частиною тіла для забезпечення ідеального маскування. Термін його життя дуже короткий. Тварини досягають статевої зрілості у віці двох місяців і живуть близько року — точна тривалість життя ще не визначена. Як і інші головоногі, вони розмножуються лише один раз у своєму житті. Яйця мають діаметр 2 мм і відкладаються на нижній стороні коралів. Личинкової стадії немає, молодняк схожий на дорослих, лише значно менший. Вони дуже швидко ростуть і харчуються жовтком, який вони вживали протягом перших кількох днів. Дорослі молюски живляться дрібними ракоподібними.